# De stervende ster
De stervende ster is het tweehonderdzeventiende stripverhaal uit de reeks van Suske en Wiske. Het is geschreven en getekend door Marc Verhaegen.
Het werd gepubliceerd in TV Ekspres van 7 december 1992 tot en met 25 oktober 1993. De eerste albumuitgave in de Vierkleurenreeks was in februari 1994, met albumnummer 239.
Voor een klein deel van dit verhaal is inspiratie gehaald uit het Oude Testament. Daarnaast grijpt het terug op de sterrenkunde en (gedeeltelijke) sciencefiction.

## Locaties
- België, het Euro Space Center in Transinne, café Hattrick, de Orionnevel, een planetoïde, Exustio (stervende zon), Orbis, Mutatio, Antea, Espwar

## Personages
- Suske, Wiske met Schanulleke, tante Sidonia, Lambik, Jerom, professor Barabas, Hein, Raymond, Isodoor, Pol Ampers (fantastoloog en programmamaker) en handlangers, Dré, Kloahn-Mohrahrig (Klomo, verkenner van planeet Orbis), Dirk Frimout (studiegenoot professor Barabas, voorzitter van de Euro Space Foundation), werknemers Euro Space, Werner von Braun, Abrohm en Sahr (ouders van Klomo), Orbianen, Anteanen, Mutatianen, Raymond Goethals

## Uitvindingen
- de Barutras II (Barabas Ruimte Transport Systeem - een ruimtependel)

## Het verhaal
Suske, Wiske, Lambik, Jerom en Tante Sidonia zijn bij professor Barabas. De professor organiseert een dia-avond over contacten met buitenaardse wezens. Hij vertelt dat het visioen dat de profeet Ezechiël uit het Oude Testament had volgens schrijver Erich von Däniken een ontmoeting met een UFO was. Josef Blumrich, hoofd van de afdeling Constructieprojecten van de NASA wilde dit weerleggen, maar kwam na een studie tot dezelfde conclusie. In de zestiende eeuw werden er boven Bazel in Zwitserland vreemde bollen waargenomen en op 11 oktober 1492 zag Columbus, op de vooravond van de ontdekking van de Nieuwe Wereld, vreemde lichtschijnselen in de lucht. In 1952 had de Amerikaanse Pool George Adamski in de Californische woestijn een ontmoeting met een wezen van Venus. maar Lambik gelooft deze verhalen niet. Professor Barabas legt uit wat zwarte gaten zijn, maar Lambik, die al de ganse tijd alles wat Barabas vertelt belachelijk maakt, maakt Barabas razend en kwaad stuurt hij hen allemaal het huis uit. Enkele dagen later gebeuren er gekke dingen in de tuin van Lambik, maar Jerom gelooft hem dan niet. Er verdubbelen objecten en Lambik neemt een kopie-koffiezetapparaat mee voor de verjaardag van tante Sidonia, maar als het pakje wordt open gemaakt zit er niks in. Als Lambik het pakje weggooit verdubbelt de vuilnisbak en ook de schoenen van tante Sidonia worden gedupliceerd. De vrienden volgen het spoor naar professor Barabas, maar worden weer weggestuurd. Jerom vertelt dat hij een theorie van professor A. Zehnse Vleighe heeft gelezen, deze professor beweert contact met buitenaards leven te hebben gehad. Lambik vertelt in de kroeg over de schoenen en wordt gevolgd door Pol Ampers, die hem vraagt of hij zijn verhaal voor de camera wil vertellen?
Professor Barabas nodigt de vrienden uit en tante Sidonia, vastbesloten om het weer goed te maken met de professor, wil dat iedereen er piekfijn uitziet. Barabas is echter uit op wraak en spuit hun kleren vol verf om hen vervolgens carnavalskostuums aan te bieden als vervangende kledij. Nadat hij zijn wraak heeft gehad stelt Barabas Klomo voor aan zijn vrienden. Klomo is een buitenaards wezen, een verkenner afkomstig van de planeet Orbis. Klomo bewijst dat hij ongekende kosmische krachten heeft en vertelt dat de zon stervende is, door een botsing met planetoïden kwam de planeet in een wijdere baan om die zon. De planeet is erg koud, de vegetatie sterft en Klomo moet planten zoeken die tegen die weersomstandigheden kunnen. De professor vertelt dat Orbis in de Orionnevel ligt, zo’n 1500 lichtjaren van de aarde, maar dan valt Klomo bewusteloos neer en de professor legt hem aan een zuurstofmasker in het laboratorium. De professor legt nogmaals uit wat wormgaten zijn, na de ontploffing van een supernova blijft een klein bolletje over, maar dit is even zwaar als de ster voorheen was. De grote ster wordt een pulsar of neutronenster, een nog grotere ster eindigt als zwart gat. De aantrekkingskracht van een zwart gat is zo sterk dat zelfs het licht niet kan ontsnappen. Als twee zwarte gaten kracht op elkaar uitoefenen ontstaat een wormgat, hierdoor kan men in een flits miljarden kilometers reizen. Dit is echter alleen een theorie, maar Klomo wordt wakker en vertelt dat hij weet waar een wormgat is zodat hij terug naar zijn planeet kan gaan. Na enkele dagen belt professor Barabas zijn vrienden, Klomo is weer iets opgeknapt en professor Barabas wil graag dat zijn vrienden hem helpen met een proefvlucht met de Barutras II, een ruimtependel. De Barutras I was alleen geschikt voor korte ruimtereizen en werd gebruikt om naar de Galapagoseilanden te gaan, dit exemplaar is met aanwijzingen van Klomo gemaakt en veel efficiënter. Pol Ampers belt Lambik en hoort over een buitenaards wezen, hij gelooft niks van het verhaal maar wil wel kijkcijfers om zijn programma te redden. Tante Sidonia blijft bij Klomo, hij vertelt dat de mens nog veel moet doen om in harmonie met zijn omgeving te leven.
Lambik en Jerom komen langs en geven Klomo een gezelschapsspel, maar Klomo snapt niet waarom competitie zo belangrijk is. Klomo wordt door Lambik toch overgehaald om te spelen en wint elk spelletje, het lijkt alsof hij gedachten kan lezen. Er komen drie mannen binnen en tante Sidonia ziet dat één Klomo filmt, maar ze wordt ontvoerd. Als Suske, Wiske en professor Barabas terugkomen van de proefvlucht zien ze de ravage, Klomo is uitgeteld en de professor vraagt contact op te nemen met het Euro Space Center in Transinne. Er wordt een afspraak gemaakt en Lambik komt erachter dat de man met de camera Pol Ampers is. Tante Sidonia komt terug, ze is ontsnapt en haar kleren zijn gescheurd. Een oude studiegenoot van professor Barabas, Dirk Frimout, komt langs en ze halen herinneringen op. Dirk wordt voorgesteld aan Klomo en krijgt een demonstratie van het ruimtewezen. Nadat professor Barabas over de locatie van een zwart gat vertelt, belooft Dirk hem te helpen met het begeleiden van een ruimtevlucht. De vrienden gaan naar Transinne om twee weken lang een astronautentraining te volgen. Tante Sidonia gedraagt zich vreemd sinds haar ontvoering, maar iedereen slaagt voor de test. De ineengestorte Saljoet 71 Kosmos zal omgebouwd worden tot raket en Suske en Wiske bezoeken Klomo, die weer wat beter is, en horen dat er een verrader is. Het licht wordt uitgedaan en Klomo is bewusteloos als het weer aan gaat. De Barutras zal de volgende dag aan de raket, een externe tank vol vloeibare waterstof en zuurstof, gemonteerd worden en de vrienden worden gelanceerd. Ze komen in het zwarte gat en komen meteen daarna de Orionnevel binnen, op aanwijzingen van Klomo arriveren ze enkele uren later in zijn planetenstelsel. Ze vliegen langs een rode reus, de stervende zon Exustio, en horen over Mutatio en Antea. Op Antea wonen wezens zoals de mens van 500.000 jaar geleden, op Mutatio zijn robotten uitgezet die zichzelf kunnen ontwikkelen. Dan blijkt Pol Ampers aan boord te zijn, hij had zich vermomd als tante Sidonia en dwingt de vrienden naar de dichtstbijzijnde planetoïde te vliegen. De vrienden worden in ruimtepakken achtergelaten en Pol Ampers vliegt met Klomo weg. Professor Barabas heeft een kleine straalmotor meegenomen en de vrienden vliegen met de planetoïde naar Orbis. Als ze door de dampkring vallen wordt de rots erg heet, de vrienden vallen in een cirkel naar beneden en Lambik verliest het bewustzijn.
Als Lambik ontwaakt ziet hij de ouders van Klomo, Abrohm en Sahr, en hoort dat er al twee ruimtearken zijn vertrokken omdat deze planeet zal vergaan. Op de laatste ark zullen ook de bewoners van Mutatio worden meegenomen. De wezens zullen zich vestigen op Espwar, dan horen de ouders wat er met Klomo is gebeurd en de vrienden bieden aan Pol Ampers en Klomo te vinden. Ze krijgen een ruimtevaartuig en vliegen naar Antea. Suske en Wiske nemen stiekem een ruimtevaartuigje mee en vliegen naar Mutatio, ze redden wezens van Antea van een mechanische dinosauriër. Dan verschijnt Pol Ampers met zijn camera, hij heeft de wezens naar deze planeet gebracht om hen met de robots te confronteren. De robotten bleken echter te braaf en daarom maakte Pol het beest eerst kwaad, waarna de Anteanen achterna gezeten werden. Dan begint Exustio uiteen te spatten en Pol begint te filmen, Suske en Wiske slepen hem mee naar de Barutras en de mechanische wezens beschermen hen tegen de meteorietenregen. De vrienden halen Lambik en professor Barabas op, de Anteanen hebben hun planeet in brand gestoken omdat ze vinden dat de mens dit bezoedelt heeft. Professor Barabas is woedend op Pol Ampers, door zijn gedrag beschouwen de wezens hem als boze God. De vrienden brengen de ontvoerde Anteanen door een tunnel terug en zien dat het stamhoofd Klomo in een afgrond wil gooien. De twee teruggebrachte Anteanen maken zich bekend en Klomo wordt gespaard, maar dan storten ze door een meteoriet toch in de diepte. De hoofdman en Klomo worden door een lichtstraal gevangen en de derde Ark verschijnt, Abrohm en Sahr bedanken de vrienden en de Anteanen worden aan boord van de Ark gebracht. De vrienden worden nog gewaarschuwd voor de televisiebeelden-god en de Barutras wordt door de lichtstraal naar de vrienden gebracht en ze kunnen nog net ontkomen als Exustio uiteen knalt als supernova. Orbis, Antea en Mutatio worden verpulverd en de vrienden zijn getuige van het einde van een planetenstelsel. Pol Ampers filmt alles door een raampje, maar ontdekt dan dat de videoband niet bestand was tegen de atmosfeer en alle beelden zijn dus verloren gegaan.

## Achtergronden
- De Belgische voetbaltrainer Raymond Goethals heeft een cameo in dit album. Hij zit in het café waar Lambik buiten wordt gestuurd en klaagt over de kwaliteit van het voetbal.
- Het personage Pol Ampers maakt zijn debuut in dit album. Zijn naam is afgeleid van Paul Jambers, ook al lijken ze fysiek niet op elkaar.
- De eerste Belgische ruimtevaarder Dirk Frimout speelt een belangrijke rol in dit album.
- In dit verhaal gebruiken de wezens van Orbis arken om te ontkomen aan een grote catastrofe, in de verhalen De adellijke ark en Het mini-mierennest wordt ook gebruikgemaakt van een ark.
- Op strook 45 worden Lambik, Sidonia, Jerom, Suske en Wiske volgespoten met verf. Hier is te zien dat Suske blauwe verf over zich heen krijgt. Enkele plaatjes later zit Suske opeens niet onder de blauwe, maar onder oranje verf.

## Ontvangst
Op Suske en Wiske-forumsites wordt dit verhaal overwegend laag gewaardeerd, onder meer vanwege de vele onjuistheden, onlogische zaken en de veel te gezochte en absurde verhaallijn. Sommigen vonden ook dat Verhaegen (dit was een van de eerste verhalen in de hoofdreeks die vrijwel geheel van zijn hand waren) zijn draai als Suske en Wiske-auteur in ieder geval op dat moment nog niet goed had gevonden.